# (1962) Dunant
(1962) Dunant es un asteroide que forma parte del cinturón de asteroides y fue descubierto por Paul Wild el 24 de noviembre de 1973 desde el observatorio de Berna-Zimmerwald, Suiza.

## Designación y nombre
Dunant recibió inicialmente la designación de 1973 WE.
Más adelante se nombró en honor del empresario y nobel suizo Henri Dunant (1828-1910).

## Características orbitales
Dunant está situado a una distancia media de 3,192 ua del Sol, pudiendo acercarse hasta 2,446 ua y alejarse hasta 3,939 ua. Su inclinación orbital es 1,554° y la excentricidad 0,2338. Emplea en completar una órbita alrededor del Sol 2083 días.